# 藤田東吾
藤田 東吾（ふじた とうご、1961年7月21日 - ）は、日本の起業家、作家。イーホームズの代表取締役社長、株式会社ほがらか舎社長、株式会社imairu社長、株式会社福祉開発研究所顧問。『月に響く笛 耐震偽装』の著者。既婚。実業家で自然食家の佐々木ベジの弟子。マーケティング学者、上原征彦（現明治大学大学院教授、財団法人流通経済研究所理事長、他）の門下生。

## 略歴
東京都町田市出身。東京都立町田高等学校卒業後、2年間の浪人を経て、明治学院大学法学部に入学した。ゼミは商法の他、計量経済学やマーケティングを専攻した。
大学在学中、雑誌POPEYEのエディター（山本コテツ）やカメラマンのアシスタントをしたのち、山本コテツが社長となる株式会社コンセプチュアルデザイン研究所に参加、「POPEYE」のほか、「JUN」広報、「レイトンハウス」運営商業施設の企画開発、「三菱商事」スポンサー物件、「ロバート・デ・ニーロとのトライベッカ開発」の共同事業、「MZA有明」、「トゥーリア」、「藤和不動産」スポンサー物件、「河口湖FIT」の企画開発など数多くの商業施設の企画開発プロジェクトを遂行した。
同時期、大学の上原征彦教授の指導推薦で、学習院院長を務めた田島義博教授が理事長の財団法人流通経済研究所でもマーケティングの研究生として在籍した。その後、佐々木ベジが率いるフリージアグループに就職し修行する。1997年に独立し、イーホームズの前身となる造園業の会社、エアーイースト株式会社を興した。
1999年に建築基準法が改正されたため、現在の確認検査機関「イーホームズ」を興した。年間1万8千棟の建築物の確認検査を行う業界2位の規模に成長した（業界1位は日本ERI）。日本建築行政会議メンバー、住宅金融公庫（現住宅金融支援機構）の理事などを若くして歴任した。
2005年11月17日に国土交通省が公表した構造計算書偽造問題を告発した本人である。
2006年10月18日、東京地方裁判所は、耐震強度偽装事件に関連して、イーホームズの架空増資を行ったとして、電磁的公正証書原本不実記録・同供用の罪で藤田に懲役1年6月、執行猶予3年を言い渡した。
2006年12月28日、自らが経た構造計算書偽装事件について、政治家、官僚、マスコミの関係者を含めほぼ全てを実名で表記し、メールや議事録等によって書きおろしたノンフィクション『月に響く笛 耐震偽装』を発表する。藤田によれば、当初この本を文藝春秋から刊行しようと計画し、同社と合意に達していたが、本の内容から石川県を地盤とするアパグループの偽装マンションの記述を削除しないと発刊できないと、同社から突きつけられた、という。藤田は耐震偽装事件の事実を歪めることになるとしてこれを拒否し、本の出版を行なうために自らimairuで本を発刊した。
2007年1月25日には、京都府のアパホテル2件の耐震強度の偽造が国土交通省により発覚した。発覚した物件は藤田が告発した物件とは別の物であるが、設計事務所は告発した物件と同一である。2007年2月2日、上記2件のホテルの他に藤田がかねてより指摘していた「アパガーデンパレス成田」、「アップルガーデン若葉駅前」に強度不足があることを千葉県と埼玉県が認め、国土交通省は構造計算書に偽装があると見解を示した。2007年4月25日、講談社が『月に響く笛 耐震偽装（改訂完全版）』を発売。
2008年10月29日、奈良市のホテルのオーナー会社が元一級建築士、総合経営研究所、木村建設、イーホームズに損害賠償を求めた裁判の判決で坂倉充信裁判長は、総合経営研究所とイーホームズへの訴えを棄却し、イーホームズへの過失責任はないとした。
2011年1月26日、ヒューザーのマンション被害住民48名が江東区、イーホームズに建て替え費用など計約3億8000万円の損害賠償を求めた裁判の東京地裁判決でイーホームズと江東区への過失責任はないとし、原告の訴えを棄却した。同年5月25日、イーホームズに対する耐震偽装事件の全ての判決が出る。イーホームズが行った確認検査業務に一切の過失なしとして結審。
2011年4月、東日本大震災から1か月を経ない段階で、岩手県・宮城県・福島県・栃木県の震災地域のほぼ全域を走破し、4月11日に行われた1回目の総理大臣官邸主宰の原子力・災害対策本部に出席した。特に、経済産業大臣の海江田万里の被災者の住宅政策についての補佐をする。
2011年9月21日、新たに、株式会社ほがらか舎を新設しCEOに着任した。

## 出自
明治から大正にかけ建設業を全国で展開した藤田久太郎の四男が、東吾の父藤田昇（和三郎）である。昇は大平正芳と同じ観音寺市立豊浜小学校の1学年下。海軍兵学校から海軍機関学校を出て終戦時に海軍中佐。終戦後、藤田工業を立上げ、ボイラー（給湯器）の特許、機械式駐車場の特許等を取得した。テレビ朝日の『アフタヌーンショー』の桂小金治の人気コーナー『アイデア買います』の審査員として出演。豊澤豊雄と共に社団法人発明学会の設立に尽力する。
鶴川に住んでいた白洲次郎と交流があった。

## 著書
- 『月に響く笛〜耐震偽装〜』（2006年12月、ISBN 978-4-903786-00-1）imairu
- 『完全版 月に響く笛 耐震偽装』（2007年4月、ISBN 978-4-06-214075-1）講談社

## 雑記
- 高校卒業後、短期間ではあったが町田出身で同い年のミュージシャン滝本晃司らとバンド活動歴があった。
- 雑誌『ポパイ』で山本コテツの編集アシスタント（編集長は石川次郎の時代）。